# Adventure Time : Explore le donjon et pose pas de question !
Adventure Time : Explore le donjon et pose pas de question ! (Adventure Time: Explore the Dungeon Because I Don't Know!) est un jeu vidéo de type dungeon crawler, développé par WayForward Technologies et édité par D3 Publisher, sorti en 2013 sur Windows et PlayStation 3, Xbox 360, Wii U, Nintendo 3DS. Il est adapté du dessin animé Adventure Time.

## Accueil
Le jeu a reçu des mauvaises critiques de la presse spécialisée.
- Destructoid : 2/10[1]
- Eurogamer : 4/10[2]
- GamesRadar+ : 2/5[3]
- IGN : 3,5/10[4]